# 저메인 디포
저메인 데포(영어: Jermain Defoe, OBE, 1982년 10월 7일 ~ )는 잉글랜드의 은퇴한 축구 선수로, 스트라이커로 활동했다.
데포는 14살이 되던 해 찰턴 애슬레틱에서 축구 선수 경력을 쌓기 시작했다. 16살에는 웨스트 햄 유나이티드로 팀을 옮겨 2000년 프로 데뷔 무대를 가졌다. 그 해 갔던 본머스로의 임대는 그에게 웨스트 햄 유나이티드에서 주전 자리를 꿰차는 데 도움을 주었다. 2004년 토트넘으로 이적한 후에 5시즌 동안 활약했으나, 이후 팀 내 잉여 자원으로 취급 되면서 포츠머스로 임대 후 이적하였다. 그러나 2009년 1월 겨울 이적 시장에서 그는 다시 토트넘으로 복귀했다. 2014년까지 135경기에 출전하여 47골을 넣으면서 팀의 레전드로 활약한 데포는 2014년에 토론토에 입단하게 된다. 토론토에 입단하고 난 후 데포는 데뷔전에서 바로 골을 기록하기도 하였다. 그러고 미국에서 생활한 그는 다시 토트넘으로 돌아오게 된다. 그리고 2015년 1월 17일, 데포는 선덜랜드로 이적하였다.은퇴한 후, 토트넘 홋스퍼의 코치로 선임되었다.

## 국가대표 경력
디포는 2010년 파비오 카펠로 감독의 부름을 받고 남아공 월드컵에 잉글랜드 대표로 출전했다. 특히 조별 리그 2무가 된 상황에서 슬로베니아와의 최종전에 선발로 출전했는데, 디포는 이 경기에서 천금같은 결승골을 넣으면서 잉글랜드의 첫 승을 이끌었고 이 경기의 공식 맨 오브 더 매치에 선정되었다. 디포는 2004년 잉글랜드 대표팀 데뷔전을 치렀고, 지금까지 57경기에 출전해 20골을 넣었다.

## 서훈
- 2018년 대영 제국 훈장 4등급(OBE) 수훈[1]